# 美国海军陆战队第一远征军
海军陆战队第一远征军（英語：I Marine Expeditionary Force，I MEF）是美國海軍陸戰隊的空地特遣部隊，主要由海軍陸戰隊第1師、海軍陸戰隊第3航空聯隊、海軍陸戰隊第1後勤群組成，駐紮在彭德頓營。

## 組織
- 海軍陸戰隊第一遠征軍資訊群
  - 支援營
  - 第1情報營
  - 第1執法營
  - 第1無線電營
  - 第9通信營（英语：9th Communication Battalion）
  - 第1海空火力聯絡連
- 第1師
- 第3航空聯隊
- 第1後勤群
- 第1遠征旅
- 第11遠征支隊（英语：11th Marine Expeditionary Unit）
- 第13遠征支隊（英语：13th Marine Expeditionary Unit）
- 第15遠征支隊（英语：15th Marine Expeditionary Unit）